# Triaplus laticoxa
Triaplus laticoxa is een keversoort uit de familie Triaplidae. De wetenschappelijke naam van de soort is voor het eerst geldig gepubliceerd in 1977 door Ponomarenko.